# گل شکرپاره
گُل شِکَرپاره (نام علمی: Protea cynaroides) یا شکربوته شاهی (به انگلیسی: King Protea) نام یک گونه از گیاهان گلدار است. این گل به تیره Proteaceae تعلق دارد. این تیره در نیمکرهٔ جنوبی زمین از جنوب آفریقا تا استرالیا و آمریکای جنوبی بطور طبیعی می‌روید همچنین گونه‌های از آن در جنوب آسیا هند و اقیانوسیه نیز یافت می‌شود.
گل شکرپاره گل ملی آفریقای جنوبی است.
درختچه‌ای است همیشه‌سبز و پرپشت که بومی آفریقای جنوبی است. گل‌های آن مانند گل نیلوفر آبی به قطر ۱۳ تا ۲۰ سانتی‌متر در تابستان ظاهر می‌شود. گل‌ها گلبرگ ندارند و براکته‌های گلبرگ‌مانند آن صورتی تا قرمز است. بلندی و گستردگی گیاه به یک متر و نیم می‌رسد.

## نگارخانه

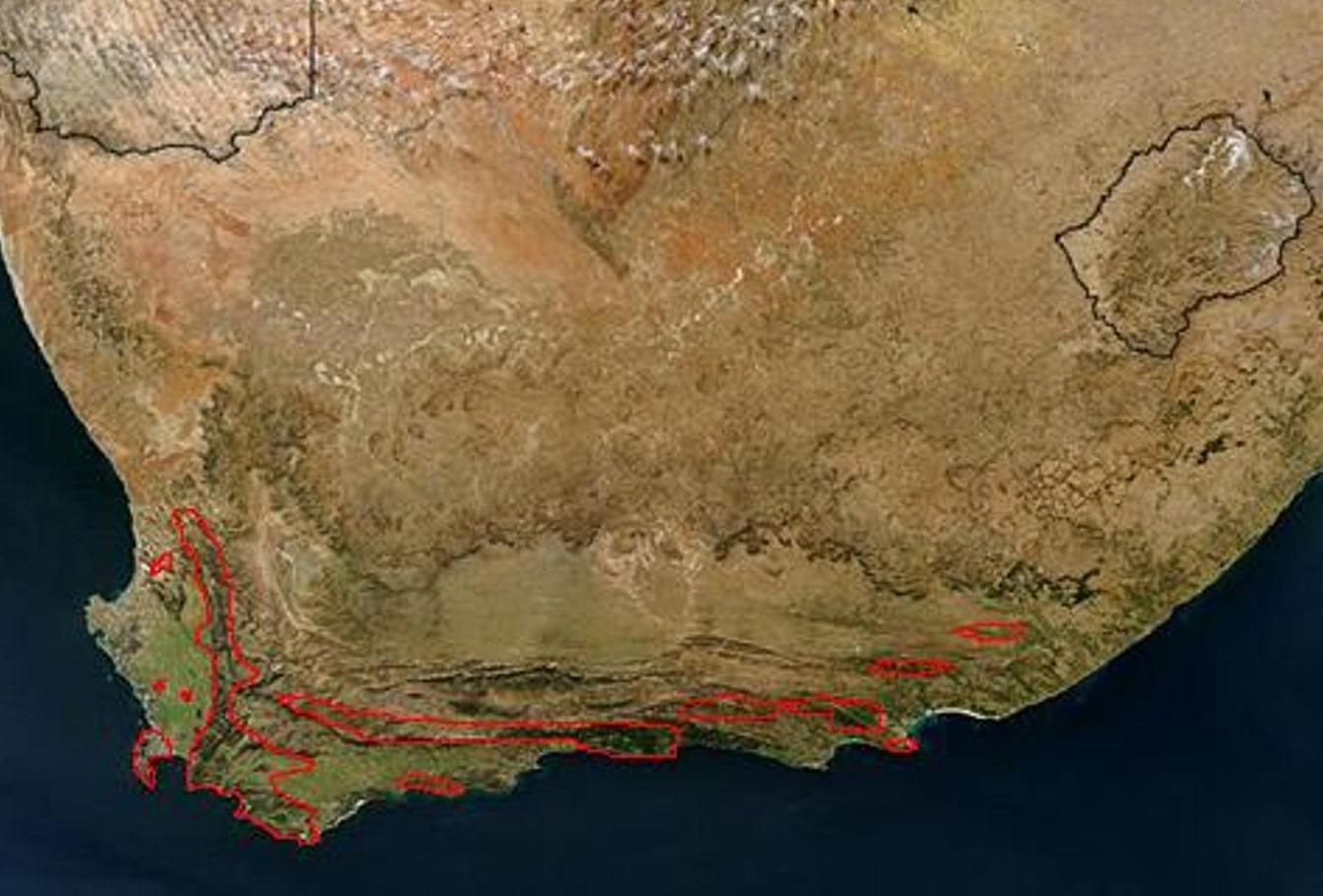
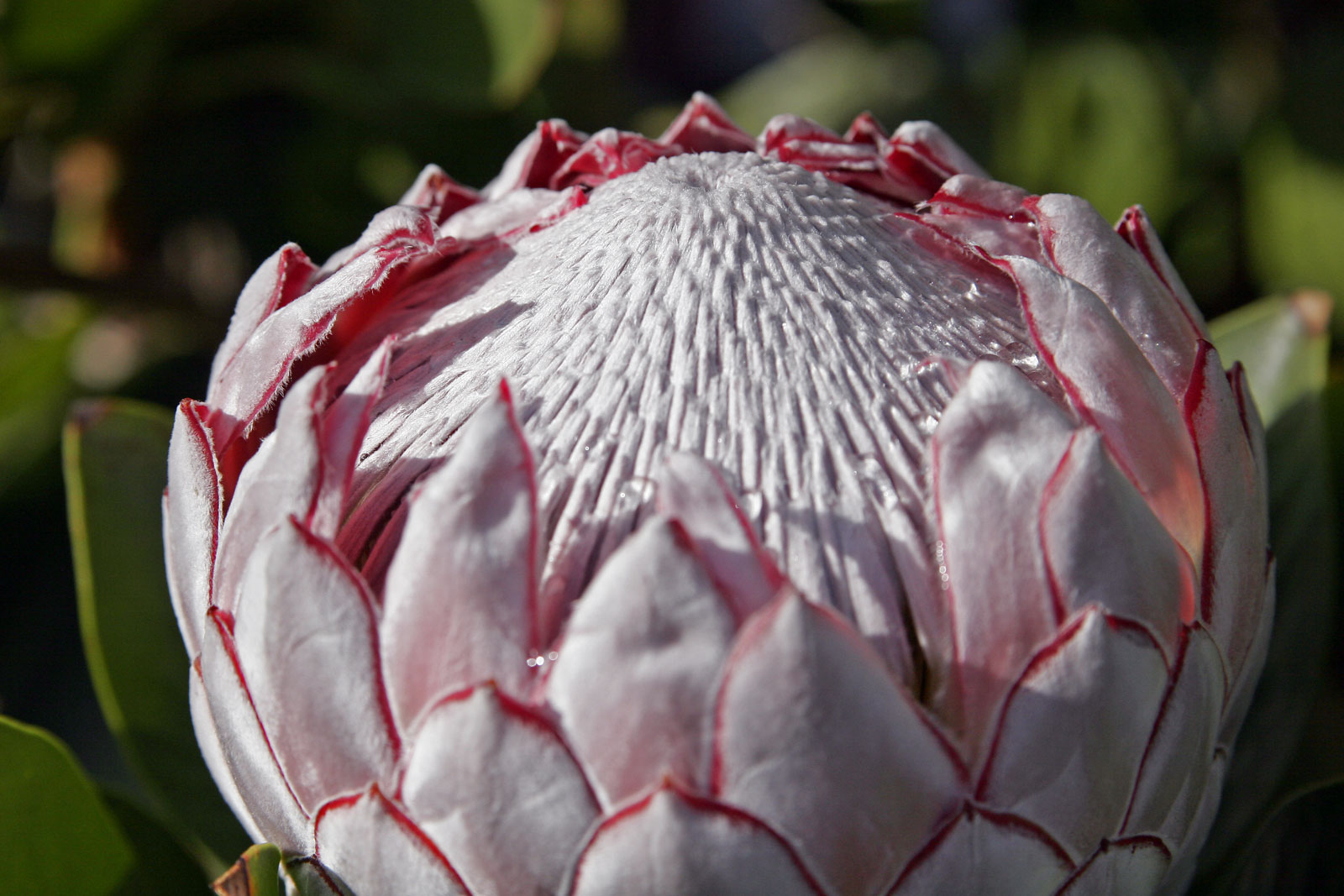
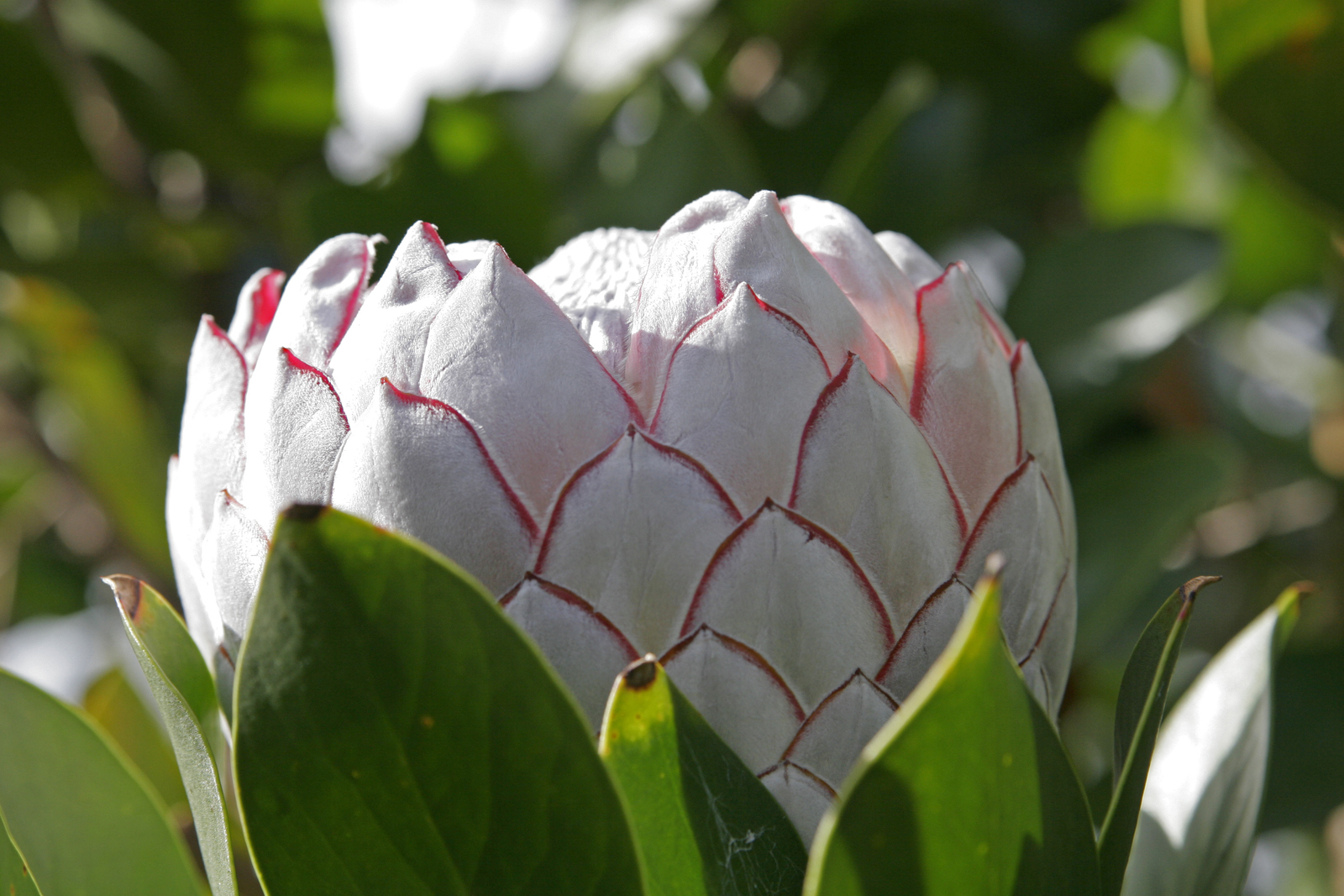
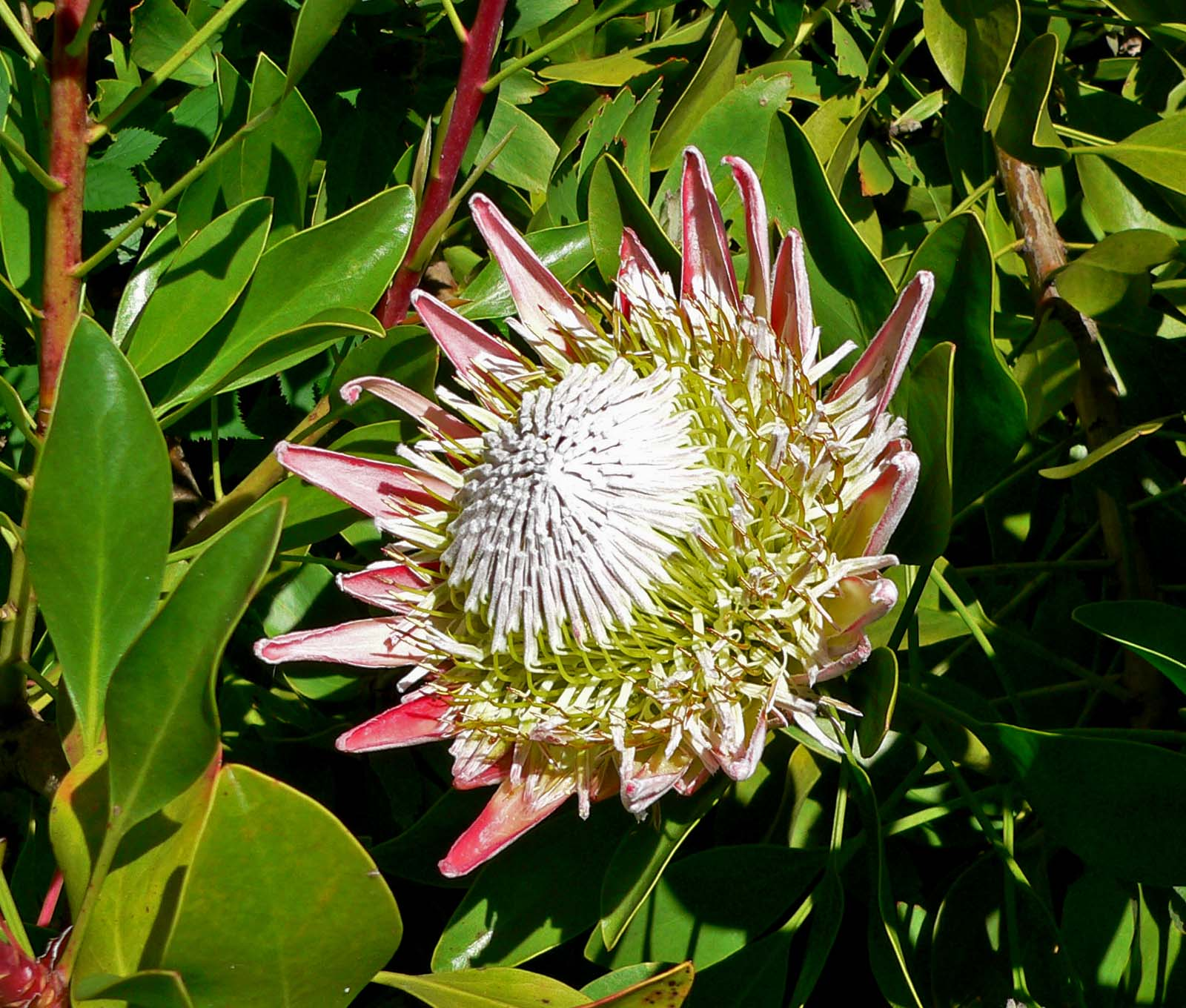
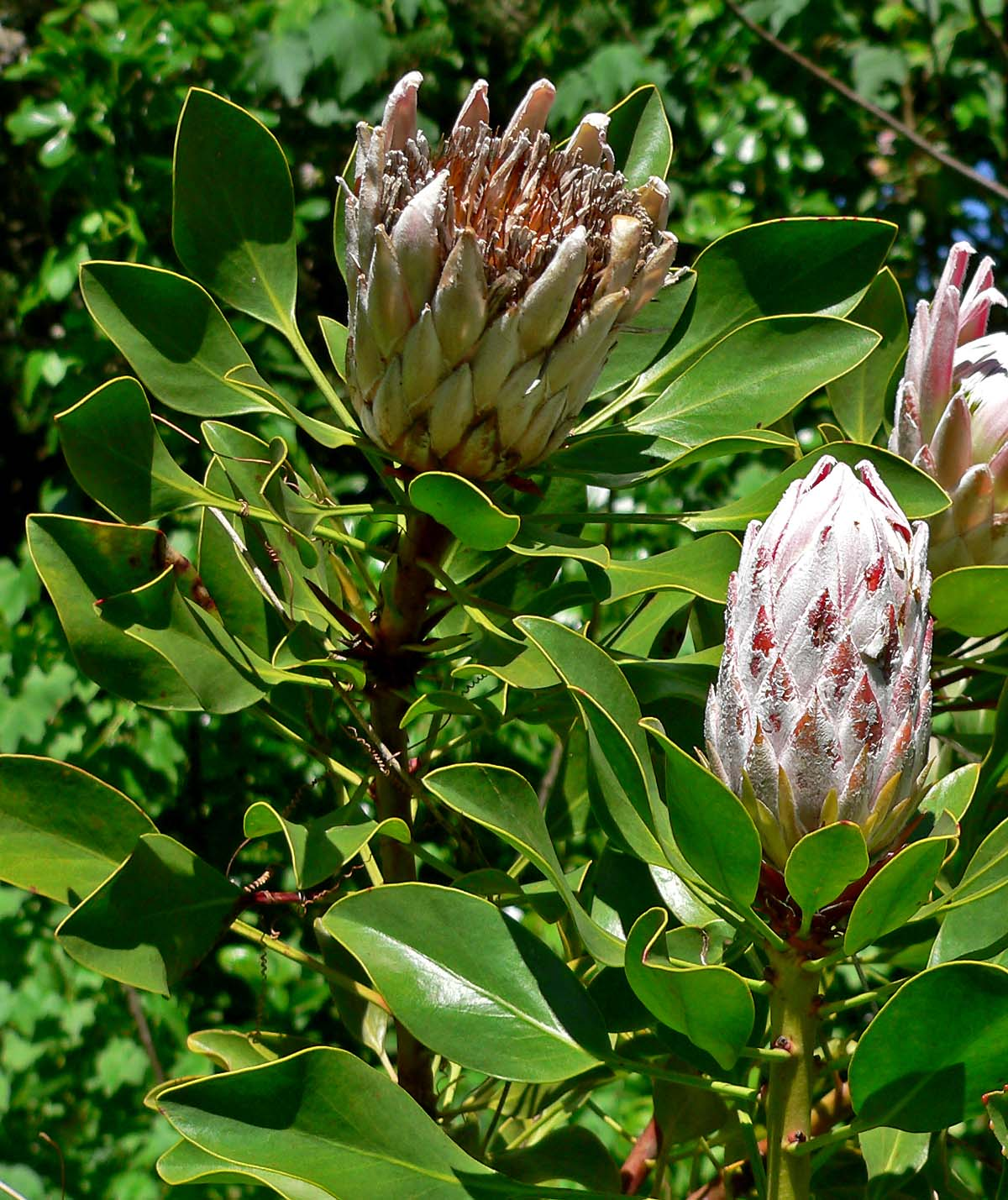
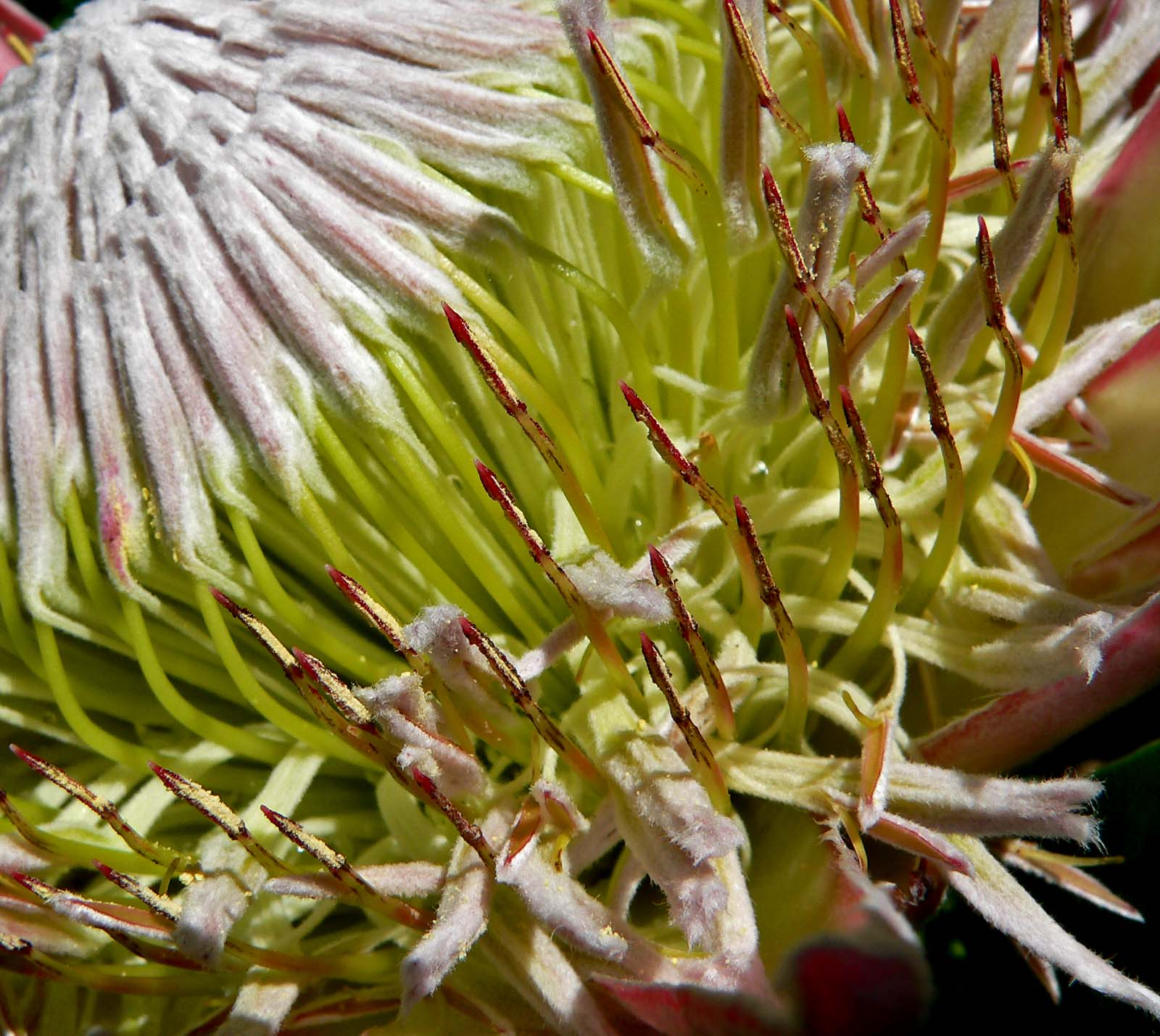
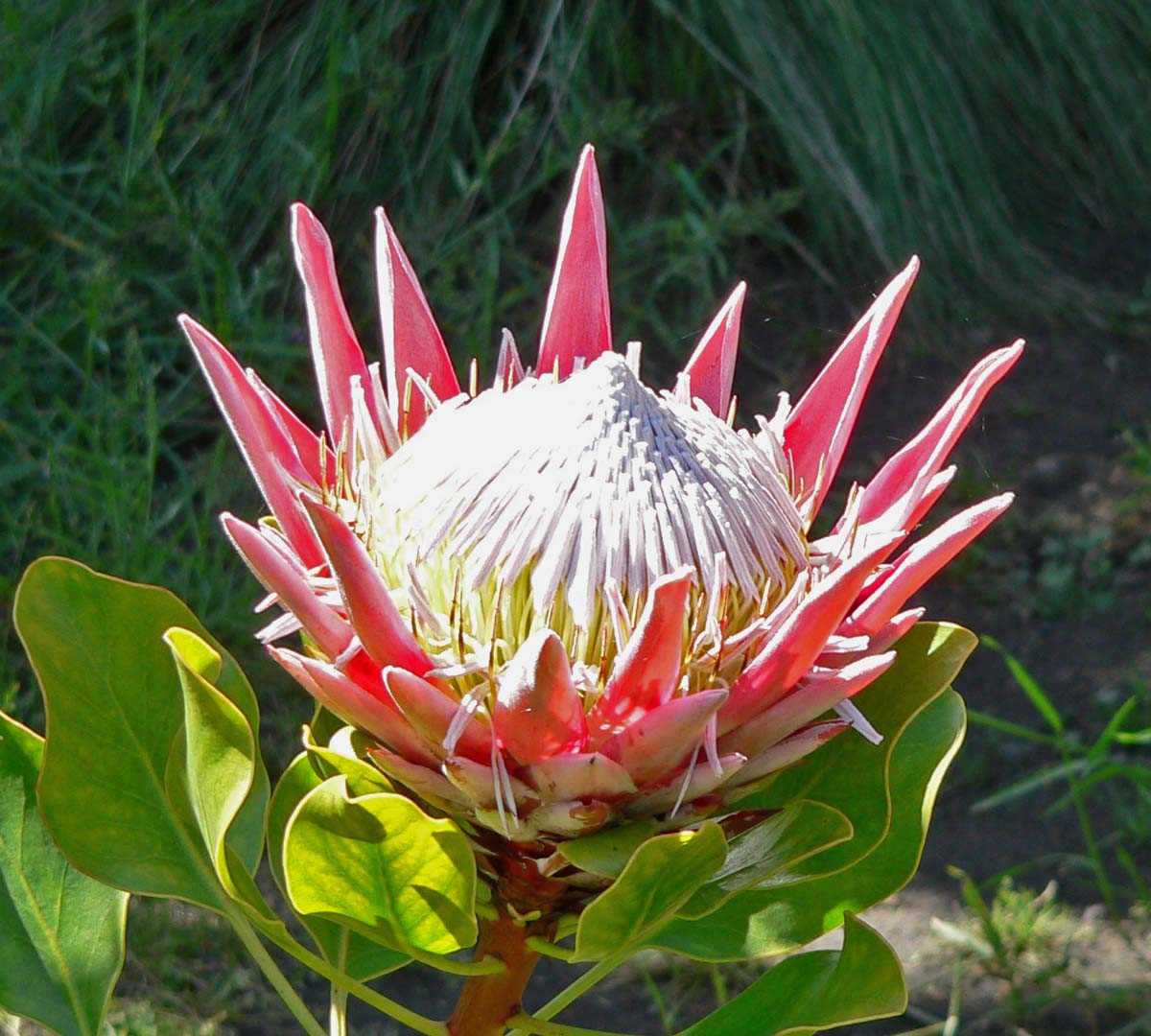
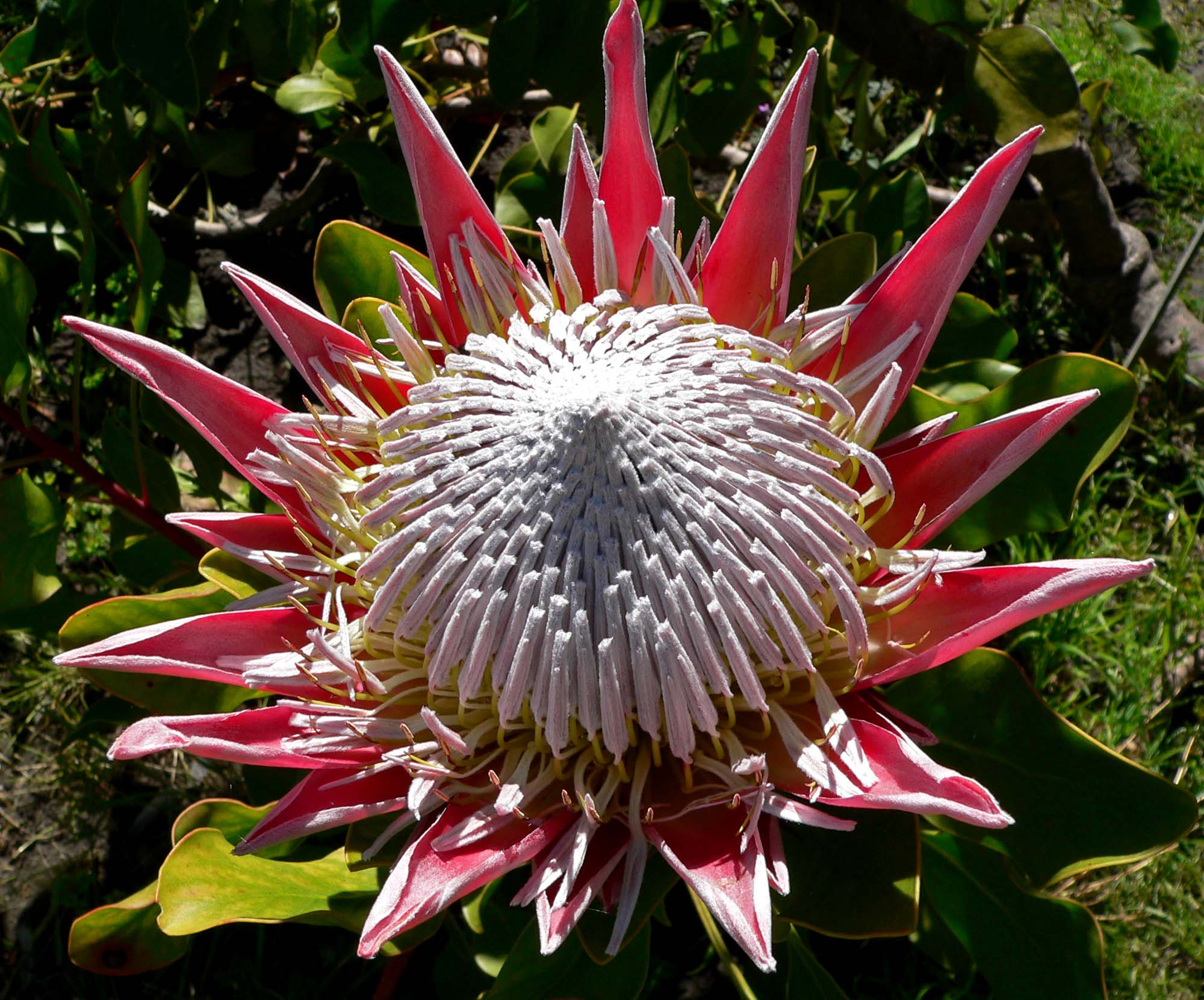
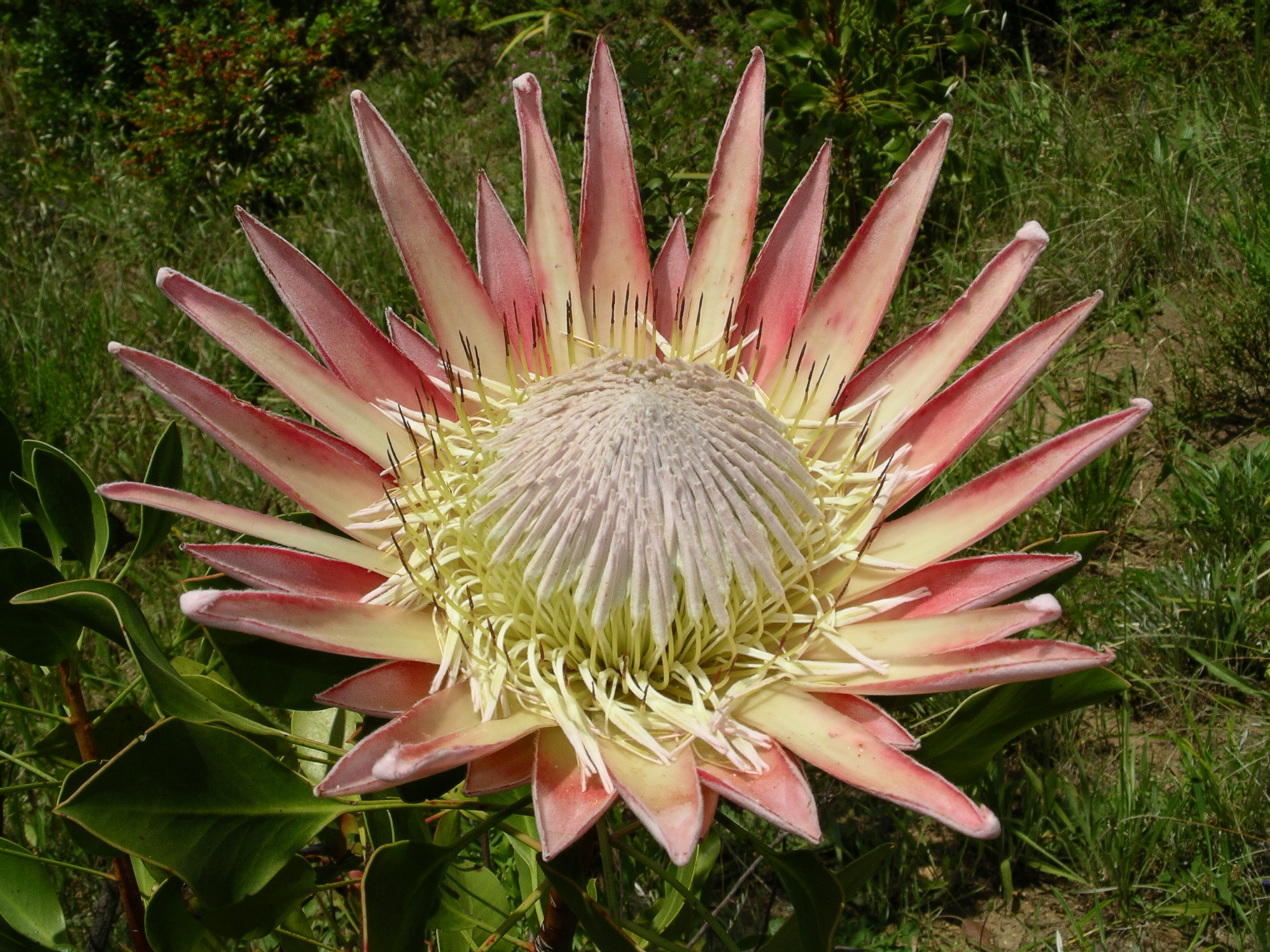
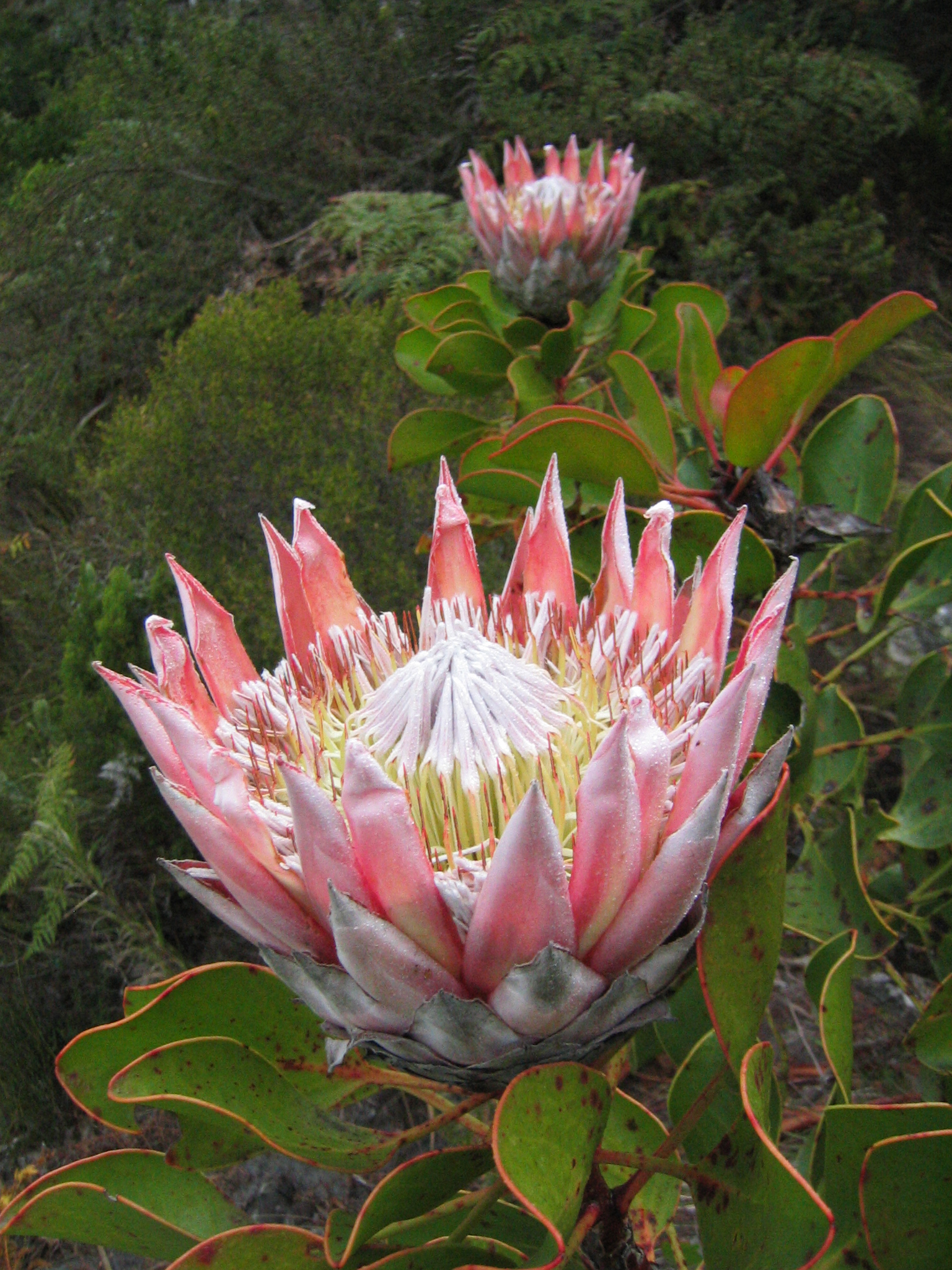
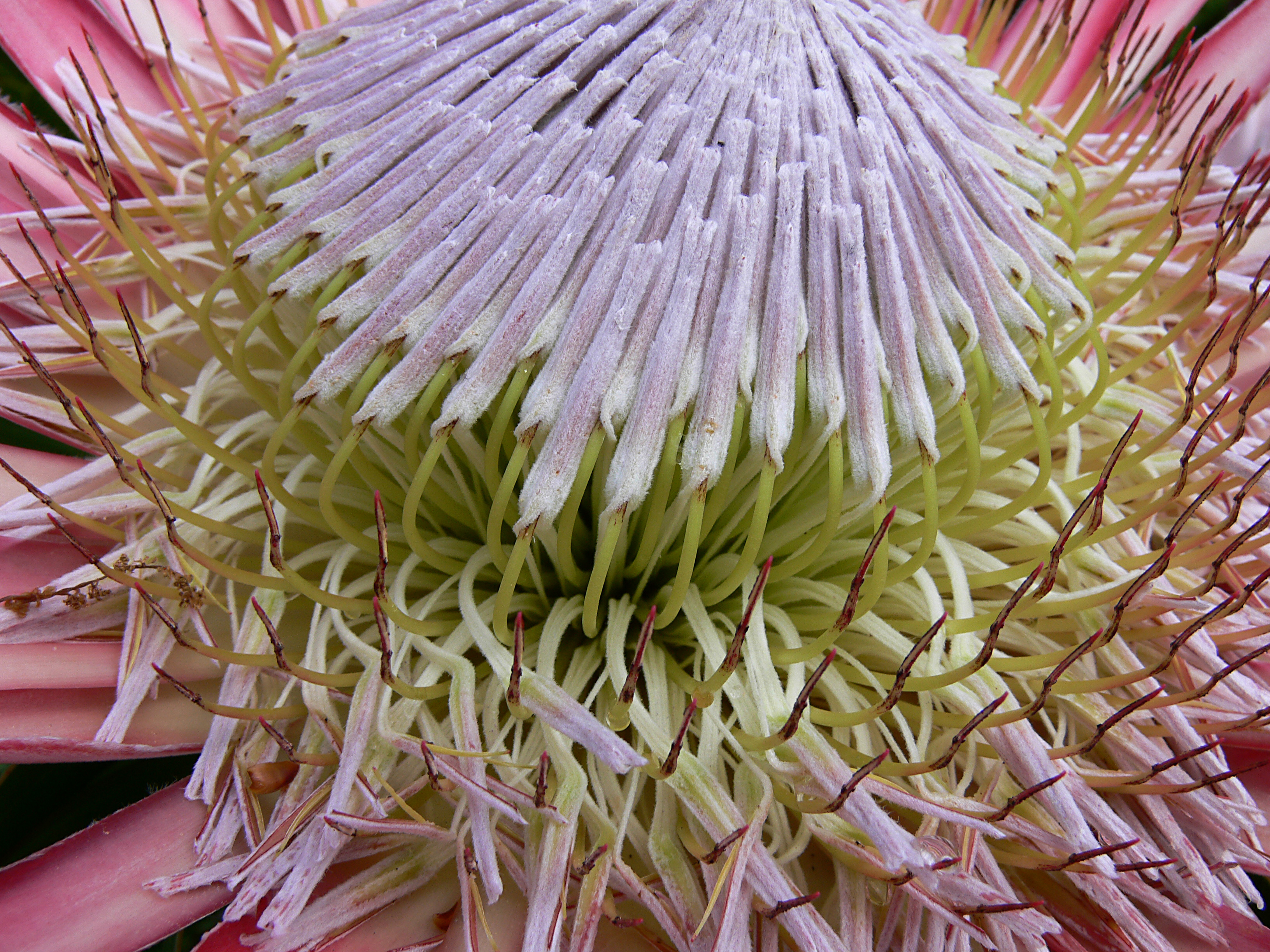
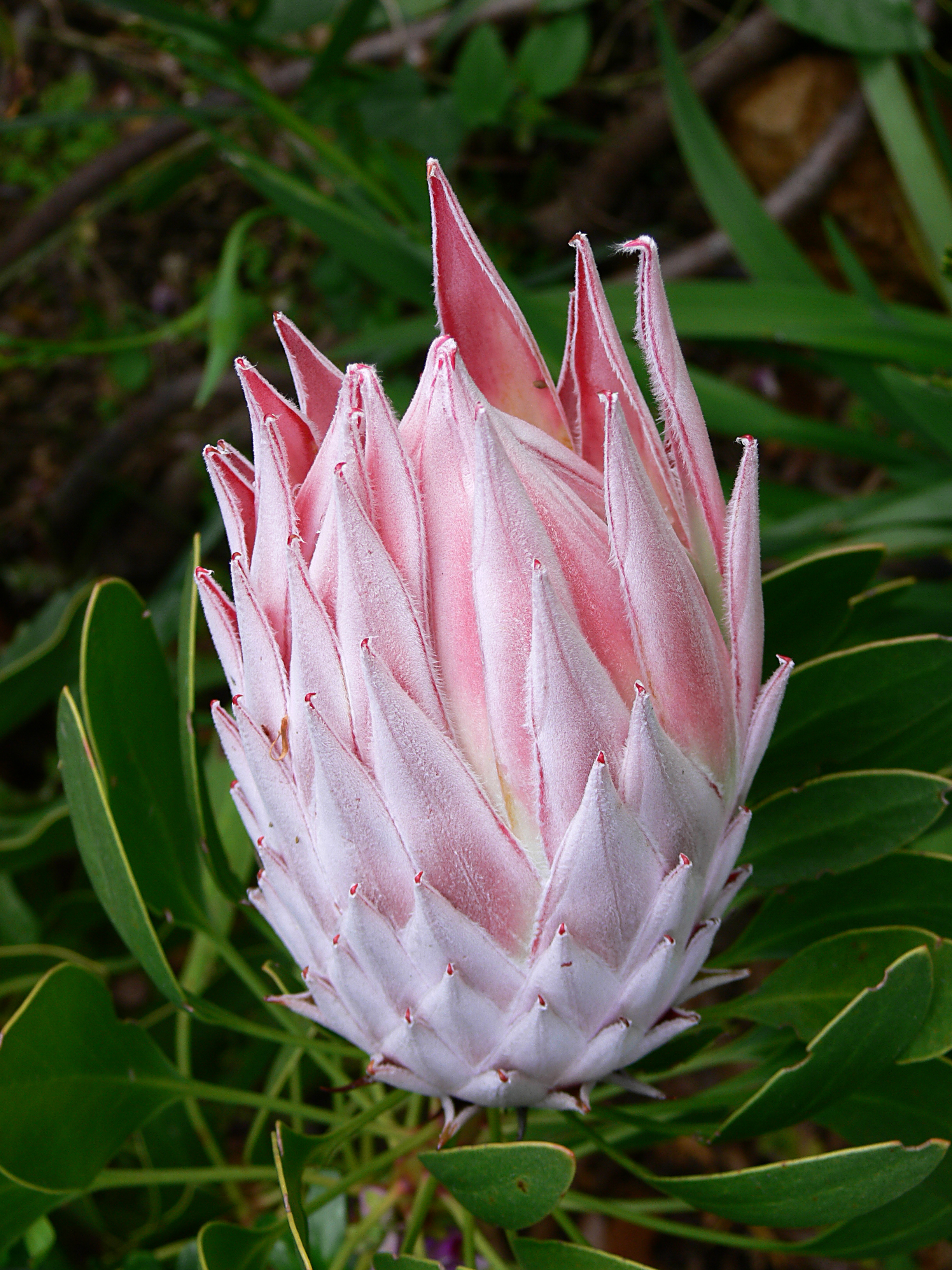
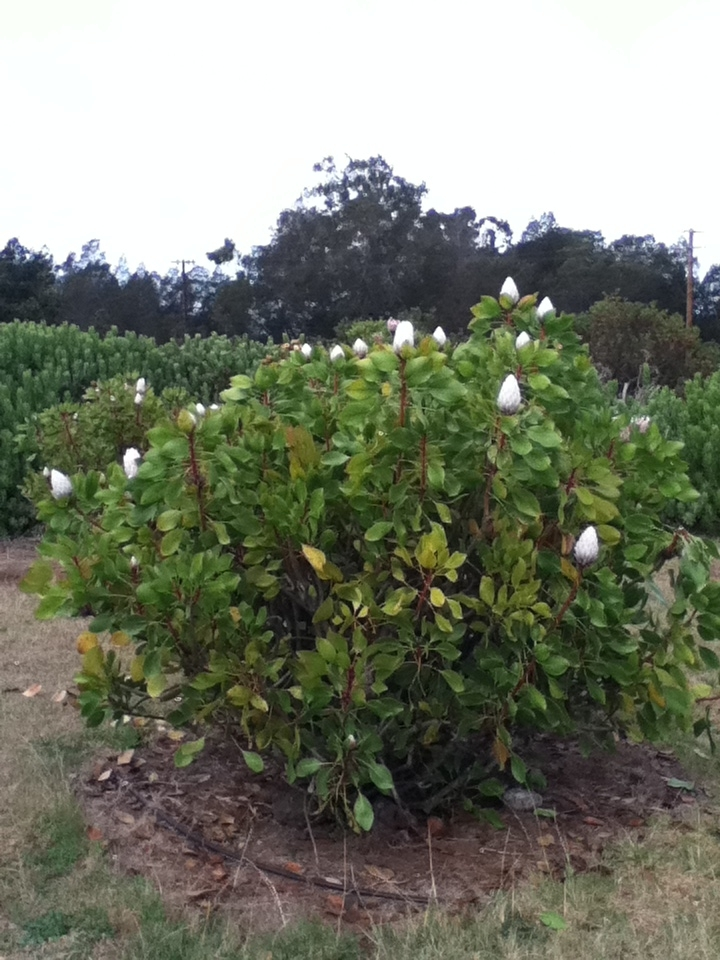